# Gammelstad templomközössége
Gammelstad templomközössége (svédül: Gammelstads kyrkstad)  Gammelstaden településen, Svédország Norrbotten megyéjében az ország északkeleti, partvidéki részén Luleå város közelében. A templomközösség 424 faépületből áll, melyek a 15. század elején épült kőből készült templom körül helyezkednek el.

## Világörökségi jelentősége
Gammelstad templomközössége 1996-ban vált az UNESCO Világörökség egyik helyszínévé az alábbi indoklással:
„A Bizottság döntése alapján az említett terület értékei megfelelnek a Világörökség kulturális alapfeltételeinek (ii), (iv) és (v) kritériumok alapján, azt figyelembe véve, hogy a helyszín egyetemes értékeket hordoz magában, és ez az északi templomközösség egyik jeles példája Skandinávia északi részén, amely lenyűgözően mutatja be a hagyományos városi terület kialakítását, melyet a környék barátságtalan és speciális helyi földrajzi és éghajlati viszonyai alakítottak ki.  ” 

## Galéria

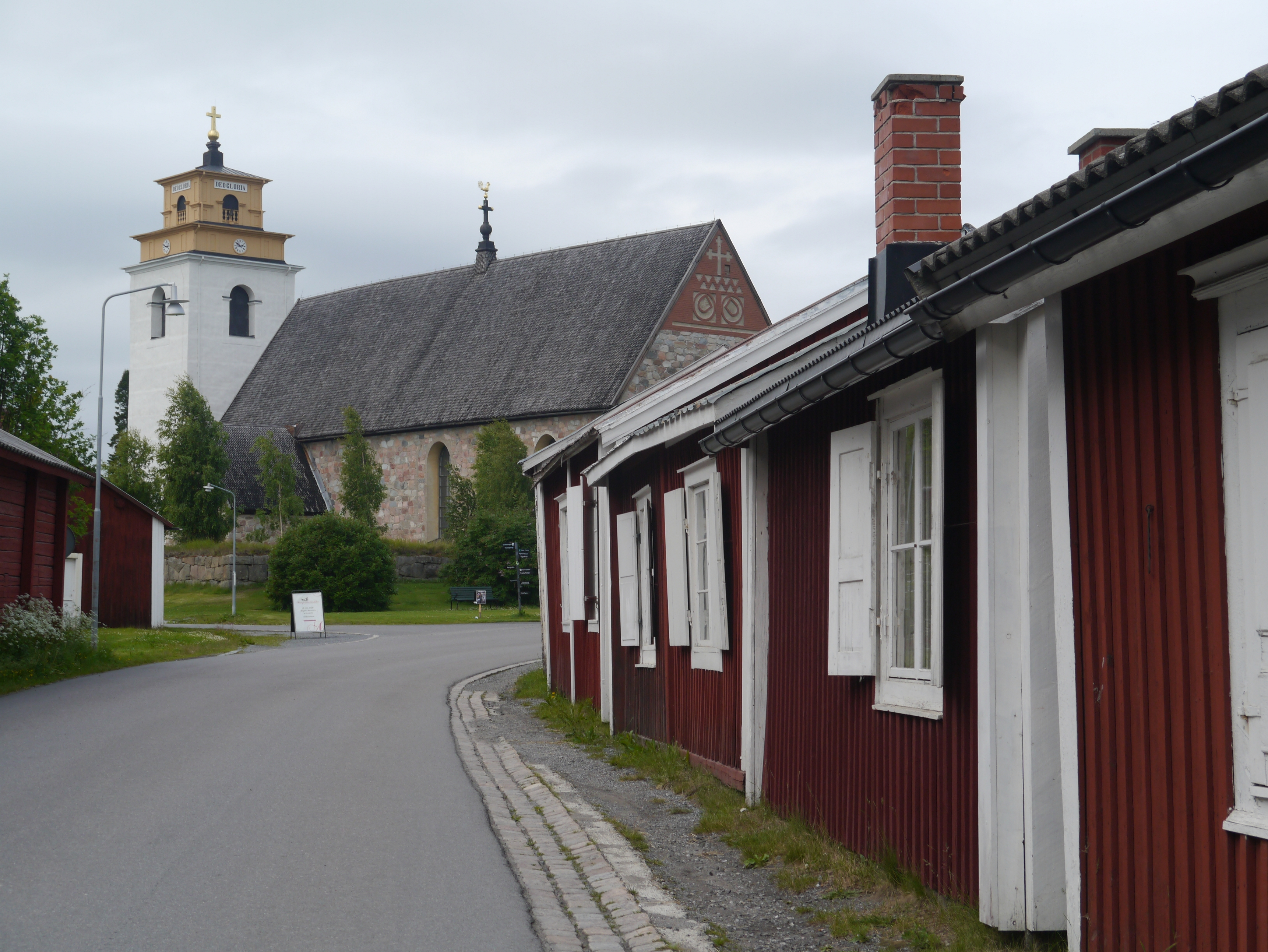
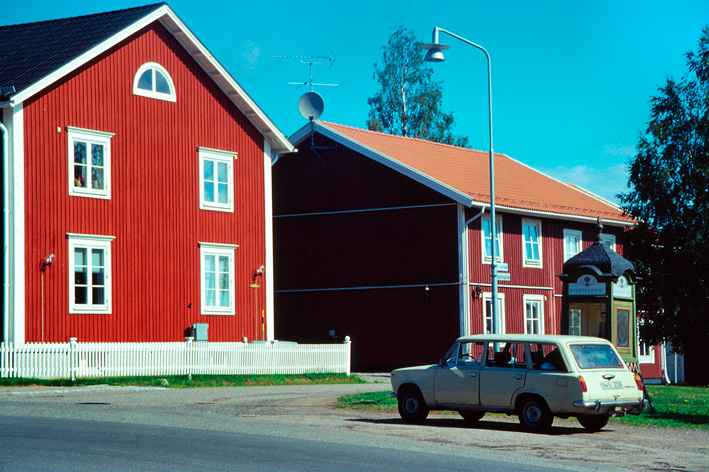
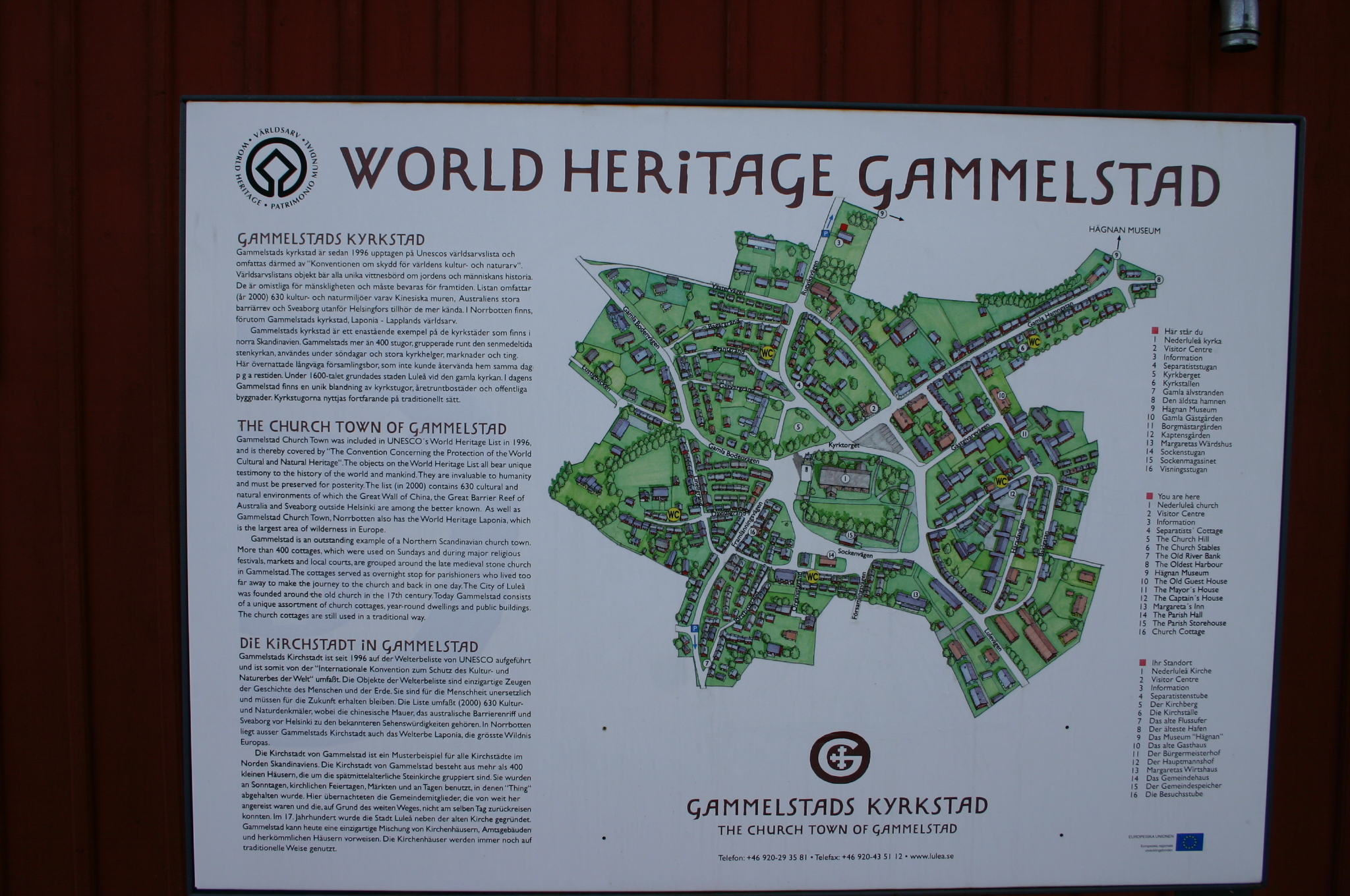
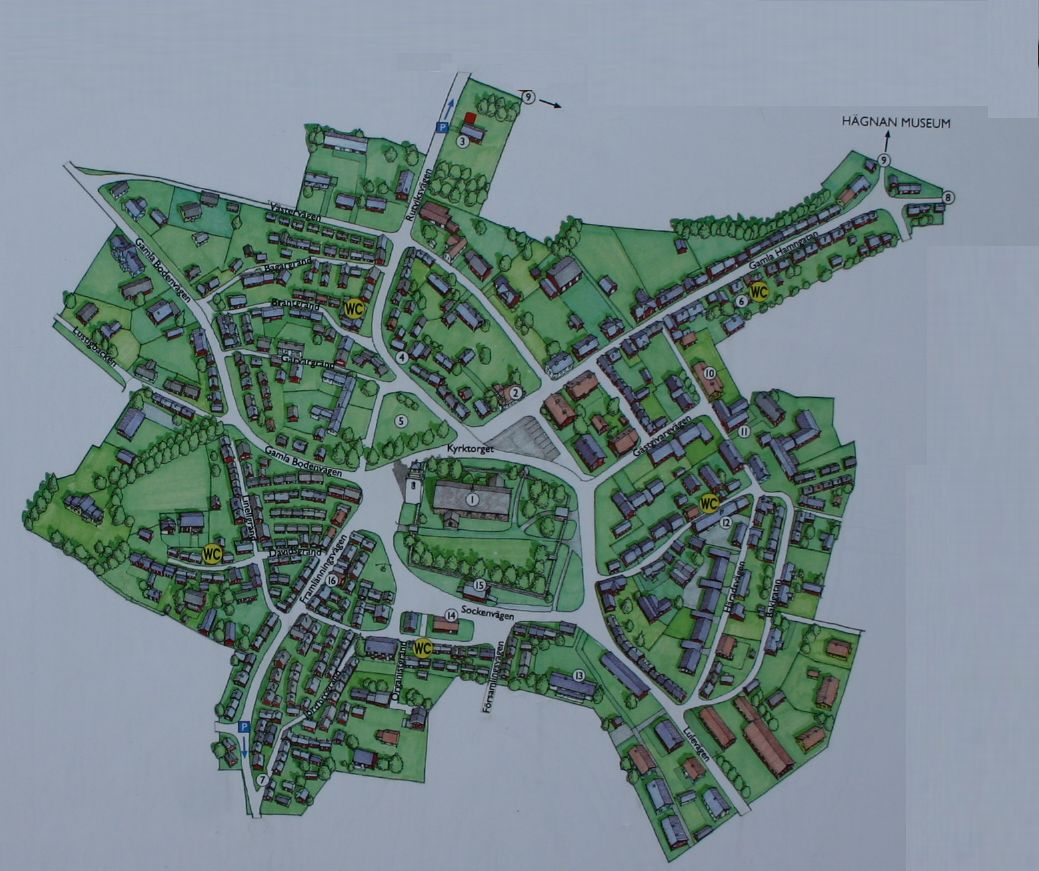
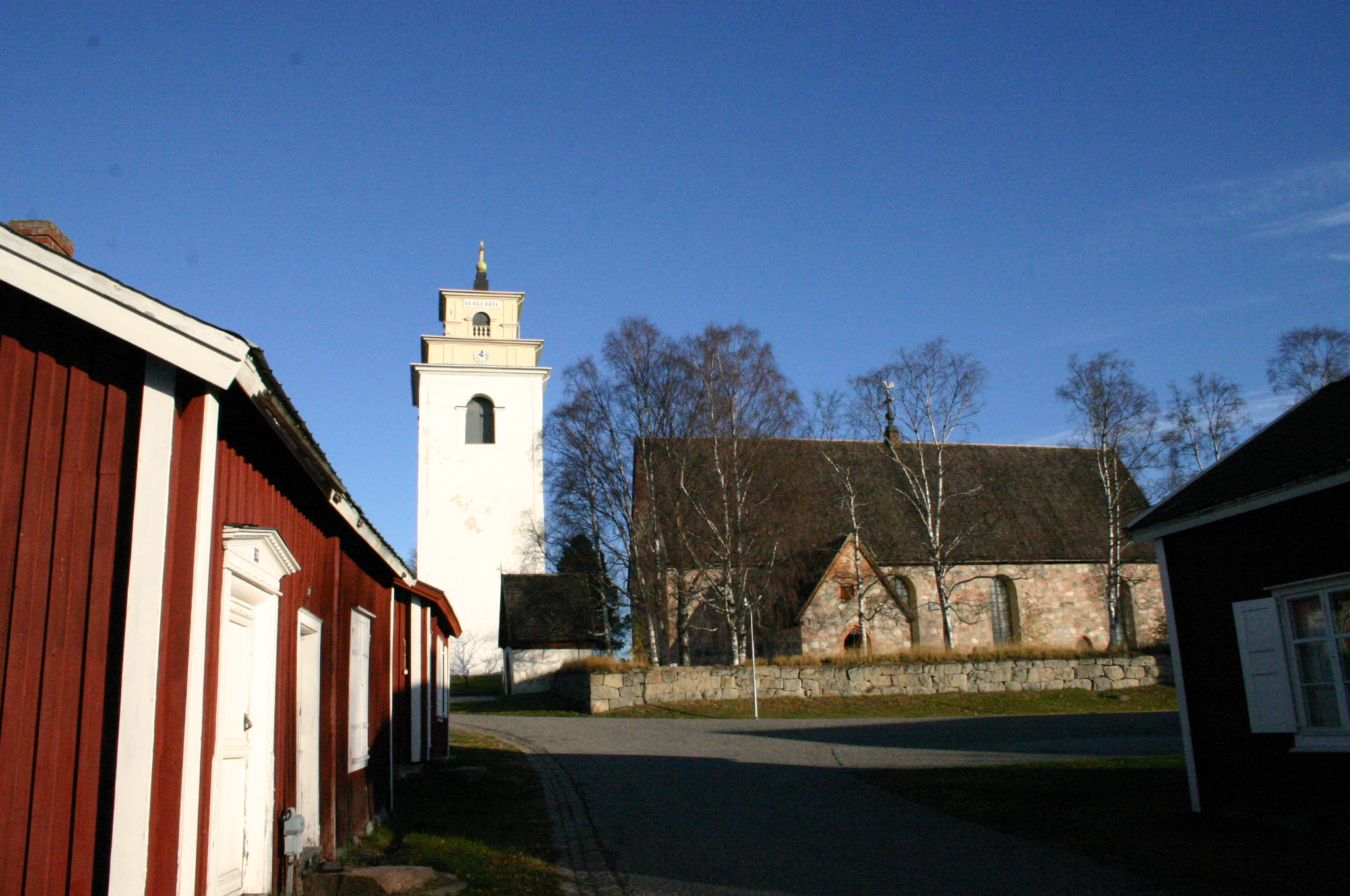
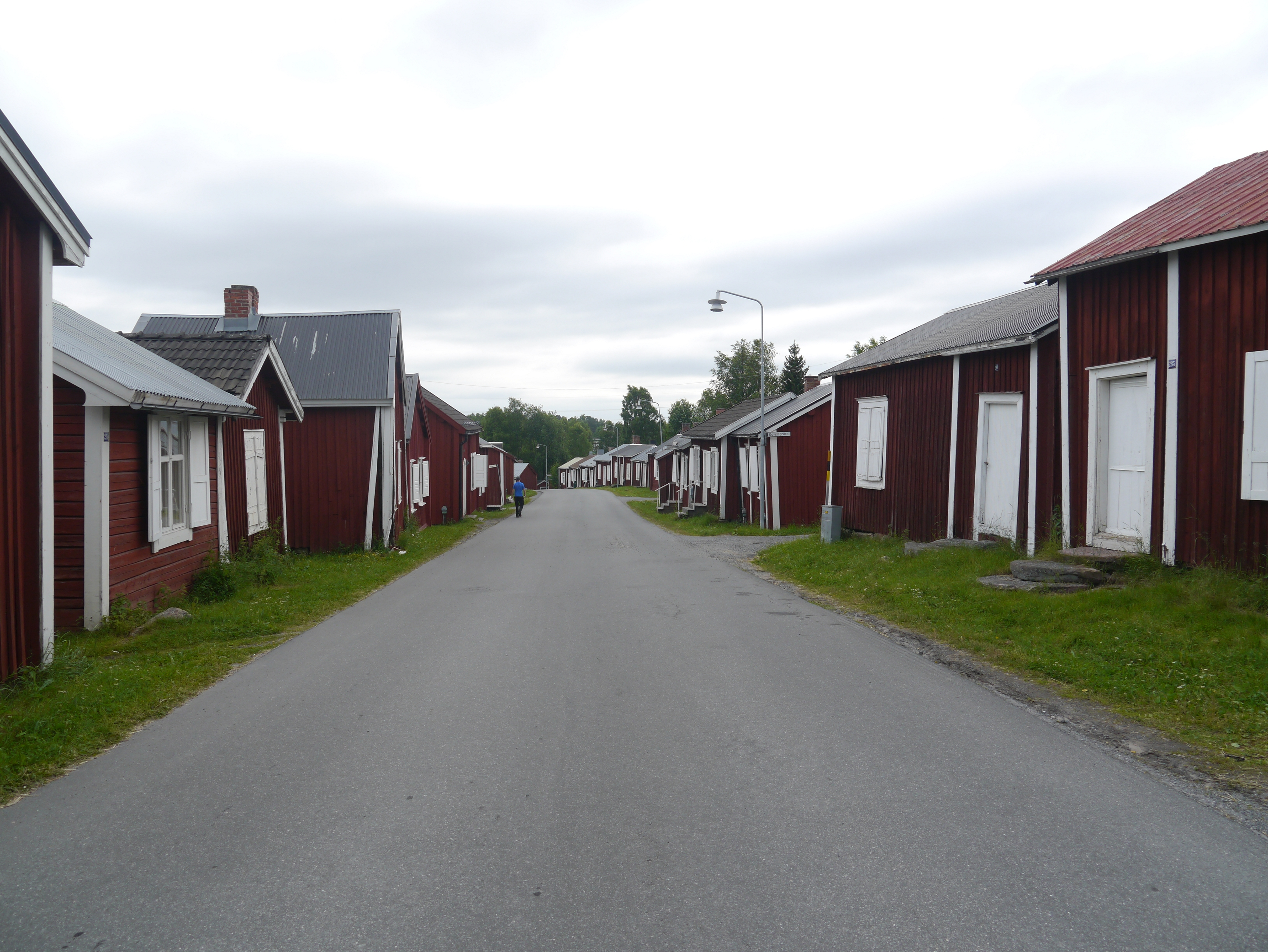
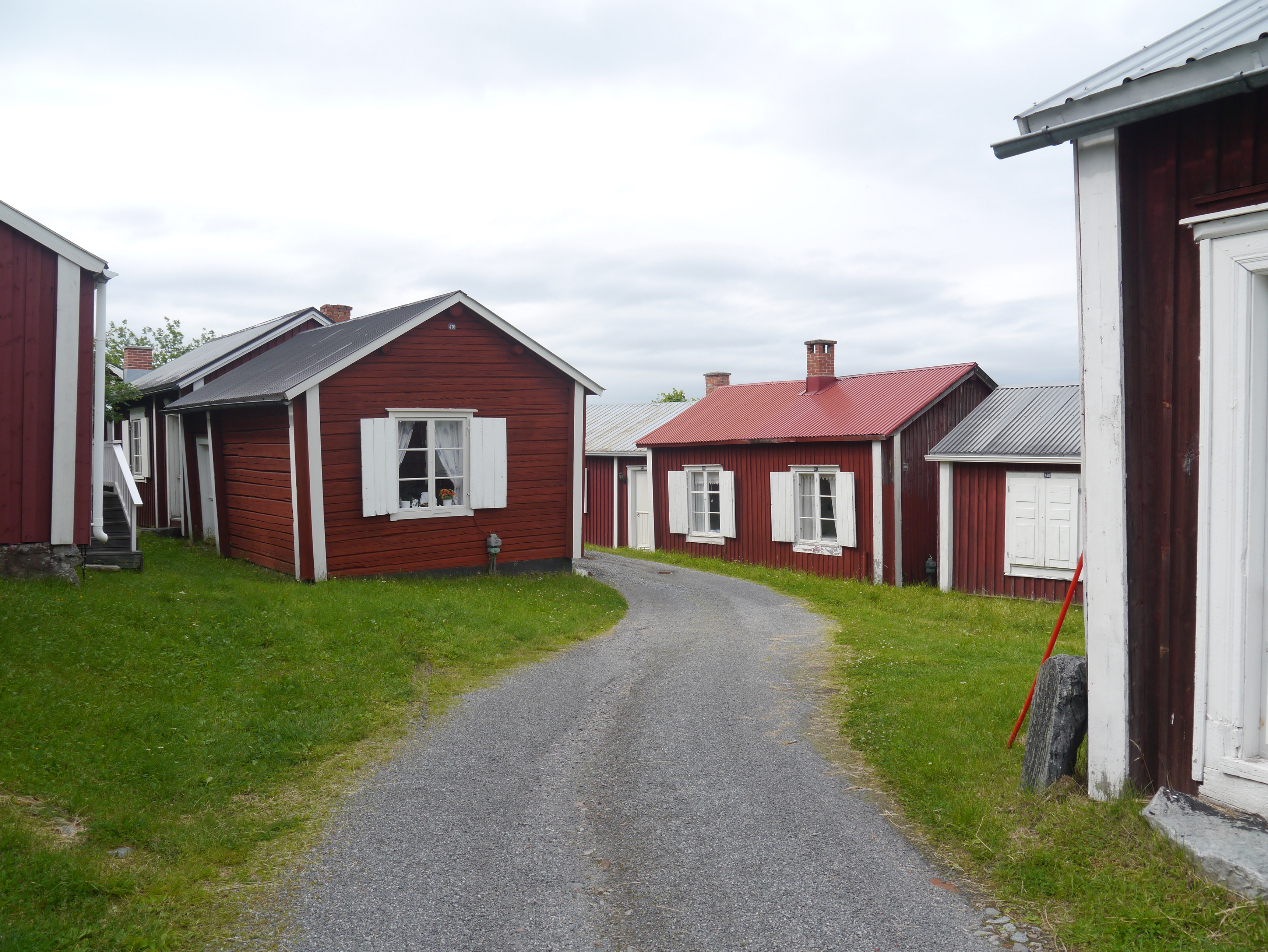
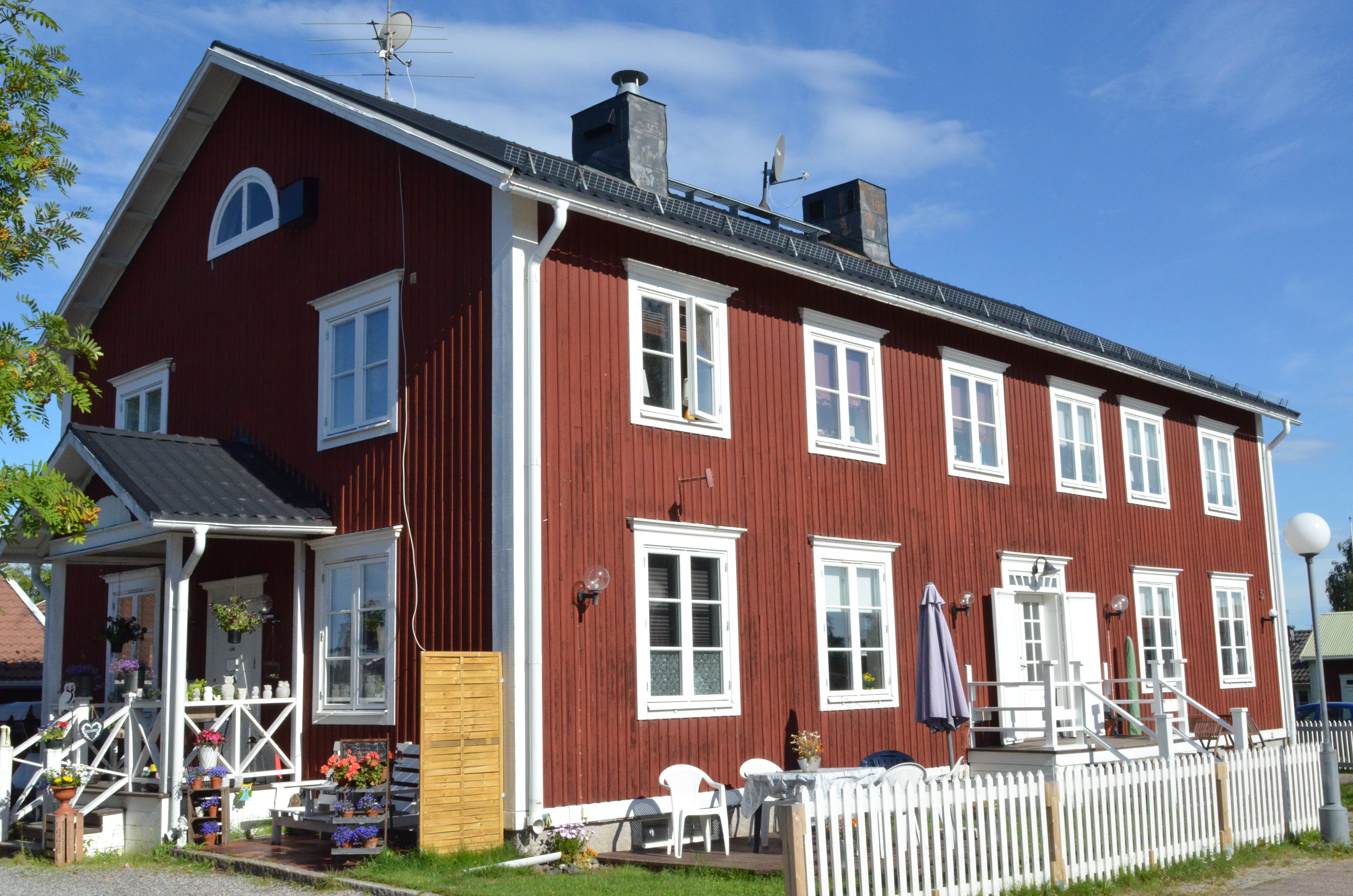
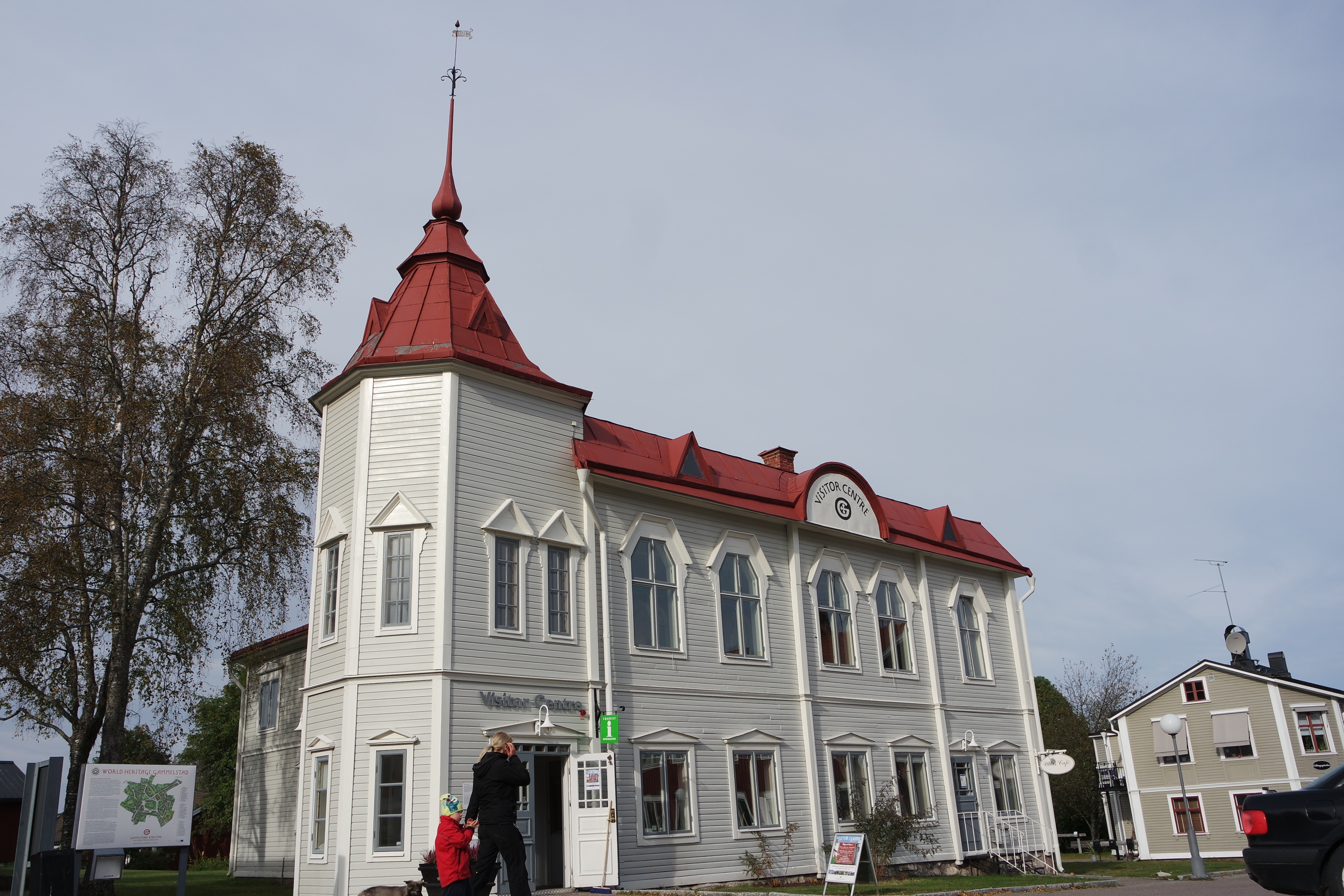

## Fordítás
Ez a szócikk részben vagy egészben  a   Gammelstad Church Town című angol Wikipédia-szócikk ezen változatának fordításán alapul.  Az eredeti cikk szerkesztőit annak laptörténete sorolja fel. Ez a jelzés csupán a megfogalmazás eredetét és a szerzői jogokat jelzi, nem szolgál a cikkben szereplő információk forrásmegjelöléseként.